# Акола (округ)
Акола (маратхи अकोला जिल्हा; англ. Akola) — округ в индийском штате Махараштра. Образован 1 мая 1960 года. Административный центр — город Акола. Площадь округа — 5429 км². По данным всеиндийской переписи 2001 года население округа составляло 1 630 239 человек. Уровень грамотности взрослого населения составлял 81,4 %, что значительно выше среднеиндийского уровня (59,5 %). Доля городского населения составляла 38,5 %.